# Cha cõng con
Pour plus de détails, voir Fiche technique et Distribution.
Cha cõng con est un film dramatique vietnamien sorti en 2017, réalisé par Lương Đình Dũng (vi) d'après sa nouvelle éponyme écrite en 1995.

## Synopsis
Un homme nommé Mộc vit avec ses enfants qu'il élève seul. Père et fils luttent contre une vie simple et la dureté de la nature. Tout en évitant les inondations avec son père, Cá se fait de nouveaux amis tout en étant fasciné par les histoires sur la ville avec ses gratte-ciel et ses gadgets modernes qu'Oncle Mu lui raconte.
Lorsque Moc apprit que Cá est gravement malade, il cherche tous les moyens possibles de le guérir.

## Fiche technique
- Titre original vietnamien : Cha cõng con[2] (litt. « Un père porte l'enfant »)
- Réalisation : Lương Đình Dũng (vi)
- Scénario : Bùi Kim Quy (vi), Lương Đình Dũng (vi)
- Photographie : Lý Thái Dũng
- Montage : Julie Béziau, Phạm Thị Hảo
- Musique : Lee Dong-june
- Société de production : Tu Van Médias
- Format : couleurs
- Pays de production :  Vietnam
- Langue originale : vietnamien
- Durée : 90 minutes
- Genre : drame
- Date de sortie :
  - Viêt Nam : 30 mars 2017

## Distribution
- Ngô Thế Quân : Mộc, le père
- Đỗ Trọng Tấn : Cá
- Trần Hạnh (vi) : le vieil homme
- Hà Văn Hiếu (vi) : l'oncle Mu